# Meiocarpidium lepidotum
Meiocarpidium lepidotum är en kirimojaväxtart som först beskrevs av Daniel Oliver, och fick sitt nu gällande namn av Adolf Engler och Friedrich Ludwig Diels. Meiocarpidium lepidotum ingår i släktet Meiocarpidium och familjen kirimojaväxter. Inga underarter finns listade i Catalogue of Life.